# حارة دار سلم (صنعاء)
حارة دار سلم هي إحدى حارات حي السواد الشمالي بمديرية السبعين إحد مديريات العاصمة اليمنية صنعاء، بلغ تعداد سكانها 761 نسمة حسب تعداد اليمن لعام 2004.